# Aleksandr Gałkin (funkcjonariusz NKWD)
Aleksandr Grigorjewicz Gałkin (ros. Александр Григорьевич Галкин, ur. 1904 w Kijowie, zm. w marcu 1971 w Dniepropetrowsku) – funkcjonariusz radzieckich organów bezpieczeństwa, komisarz milicji I rangi, szef Głównego Zarządu Milicji NKWD/MWD ZSRR (1940–1947), szef Głównego Zarządu Więziennictwa NKWD ZSRR (1939–1940).

## Życiorys
Rosjanin, syn ślusarza, w 1915 skończył szkołę w Kijowie, a w 1919 szkołę zawodową w Mironowce w ujeździe bogusławskim, pracował przy remontach dróg, później w cukrowni, w latach 1924–1927 członek Komsomołu, od sierpnia 1927 w WKP(b). Od grudnia 1926 do lipca 1930 w Armii Czerwonej, w latach 1929–1930 na kursach oficerów piechoty w Kijowie, od sierpnia 1930 w wojskach pogranicznych OGPU, od kwietnia 1933 do czerwca 1936 pomocnik szefa sztabu 49 Pułku OGPU. Od lipca 1934 do marca 1936 dowódca dywizjonu 157 Pułku NKWD w Zaporożu, od kwietnia 1936 do października 1937 dowódca dywizjonu 4 Ukraińskiego Zmechanizowanego Pułku NKWD, od października 1937 do stycznia 1939 elew Akademii Wojskowej im. Frunzego. W styczniu 1939 starszy inspektor Wydziału Lotniczego Głównego Zarządu Ochrony Pogranicznej i Wewnętrznej NKWD ZSRR, od 13 stycznia 1939 do 14 marca 1940 szef Głównego Zarządu Więziennictwa NKWD ZSRR, od 27 kwietnia 1939 kombrig NKWD, od 14 marca 1940 inspektor milicji. Od 14 marca 1940 do 10 marca 1947 szef Głównego Zarządu Milicji NKWD/MWD ZSRR, od 4 marca 1943 komisarz milicji I rangi. Od 2 kwietnia 1947 do 16 marca 1953 szef Zarządu MWD obwodu kujbyszewskiego (obecnie obwód samarski), od 6 kwietnia 1953 do 13 kwietnia 1954 zastępca szefa, a od 13 kwietnia 1954 do 21 września 1955 szef Zarządu MWD obwodu rostowskiego, od 22 września 1955 do 16 marca 1956 szef Wojsk Inżynieryjno-Przeciwchemicznych Lokalnej Obrony Powietrznej MWD ZSRR, od 16 maja 1956 do 1 listopada 1959 szef Zarządu MWD obwodu dniepropetrowskiego.

## Odznaczenia
- Order Lenina (18 sierpnia 1945)
- Order Czerwonego Sztandaru (2 lipca 1942)
- Order Czerwonej Gwiazdy (dwukrotnie – 26 kwietnia 1940 i 3 listopada 1944)
- Odznaka „Zasłużony Funkcjonariusz MWD” (2 listopada 1948)

I 6 medali.